# Dirk Wedel

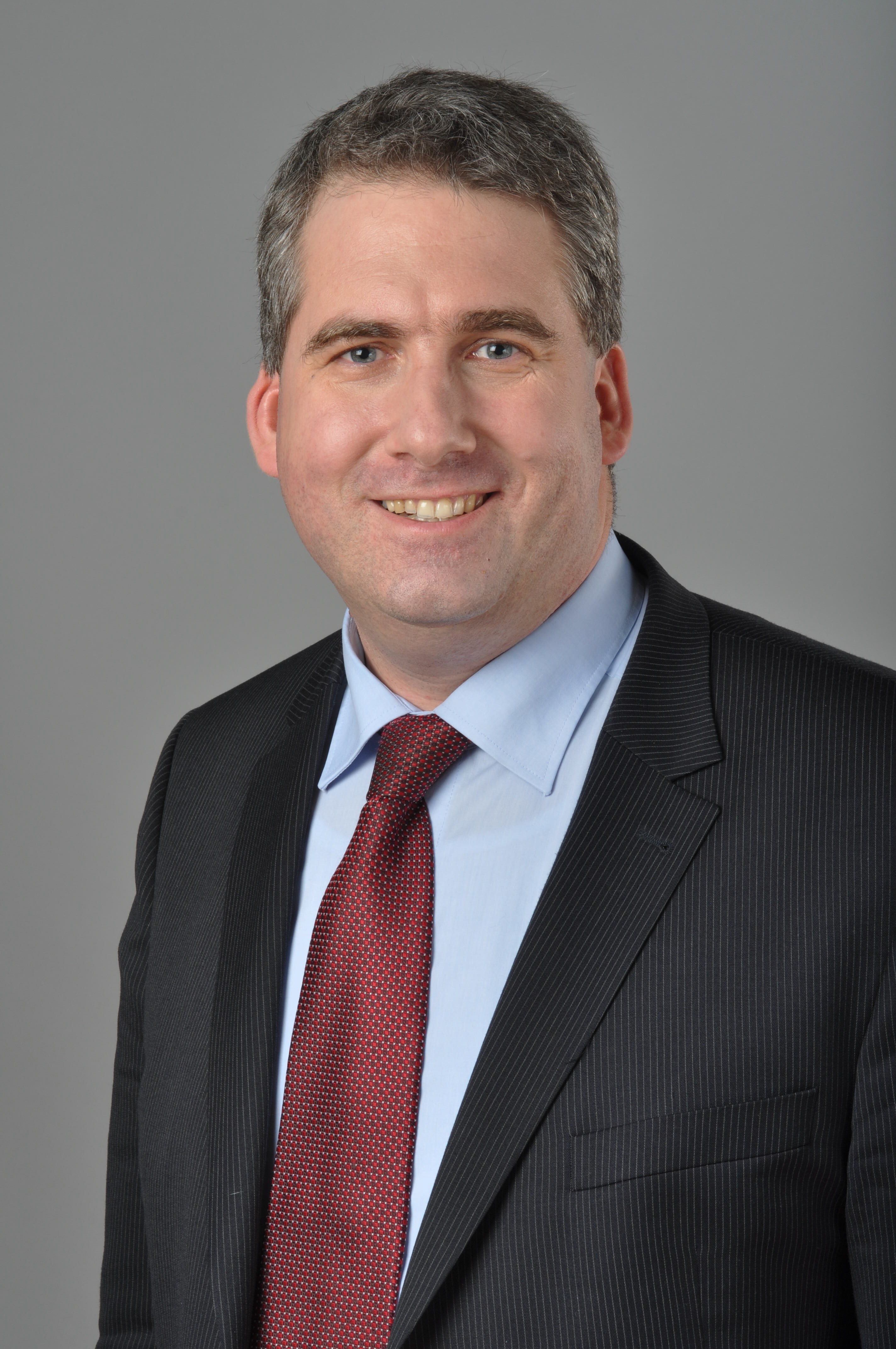
Dirk Wedel (2013)

Dirk Wedel (* 8. Juni 1974 in Velbert) ist ein deutscher Jurist und Politiker (FDP). Von 2017 bis 2022 amtierte er als Staatssekretär im Ministerium der Justiz des Landes Nordrhein-Westfalen. Seit 2022 ist er Abgeordneter im Landtag von Nordrhein-Westfalen, dem er bereits von 2012 bis 2017 angehörte.

## Biografie
Dirk Wedel studierte nach Abitur und Zivildienst ab 1994 Rechtswissenschaft an der Ruhr-Universität Bochum. Nach dem Referendariat legte er 2002 das Zweite Staatsexamen ab und trat als Richter in den Justizdienst ein, ab 2005 am Landgericht Düsseldorf. In der Zeit von 2007 bis 2012 war er im nordrhein-westfälischen Justizministerium als Referent tätig, und dort unter anderem für informationstechnische Belange der Justiz zuständig. Wedel ist verheiratet und hat zwei Kinder.

## Politik
Wedel ist seit 1993 Mitglied der FDP. Von 1999 bis 2014 vertrat er seine Partei im Kreistag des Kreises Mettmann und war dort Fraktionsvorsitzender. Von 2009 bis 2023 war er auch Kreisvorsitzender seiner Partei. Bei den nordrhein-westfälischen Landtagswahlen 2012 und 2017 wurde er jeweils über die FDP-Landesliste gewählt und gehörte dem Landtag Nordrhein-Westfalen vom 31. Mai 2012 bis zum 29. Juni 2017 an. Im Landesparlament war er Sprecher für Rechtspolitik der FDP-Landtagsfraktion und Vorsitzender der Vollzugskommission. Außerdem war er FDP-Sprecher im Parlamentarischen Untersuchungsausschuss Bau- und Liegenschaftsbetrieb NRW.
Am 30. Juni 2017 wurde Wedel von Ministerpräsident Armin Laschet (CDU) zum Staatssekretär im Ministerium der Justiz des Landes Nordrhein-Westfalen ernannt. Nach dem Amtsantritt von Ministerpräsident Hendrik Wüst am 27. Oktober 2021 behielt er diese Funktion bis zum Amtsantritt des Kabinetts Wüst II.
Bei der Landtagswahl 2022 wurde er wieder über die Landesliste der FDP in den Landtag von Nordrhein-Westfalen gewählt.